# Adrianus Johannes Ehnle

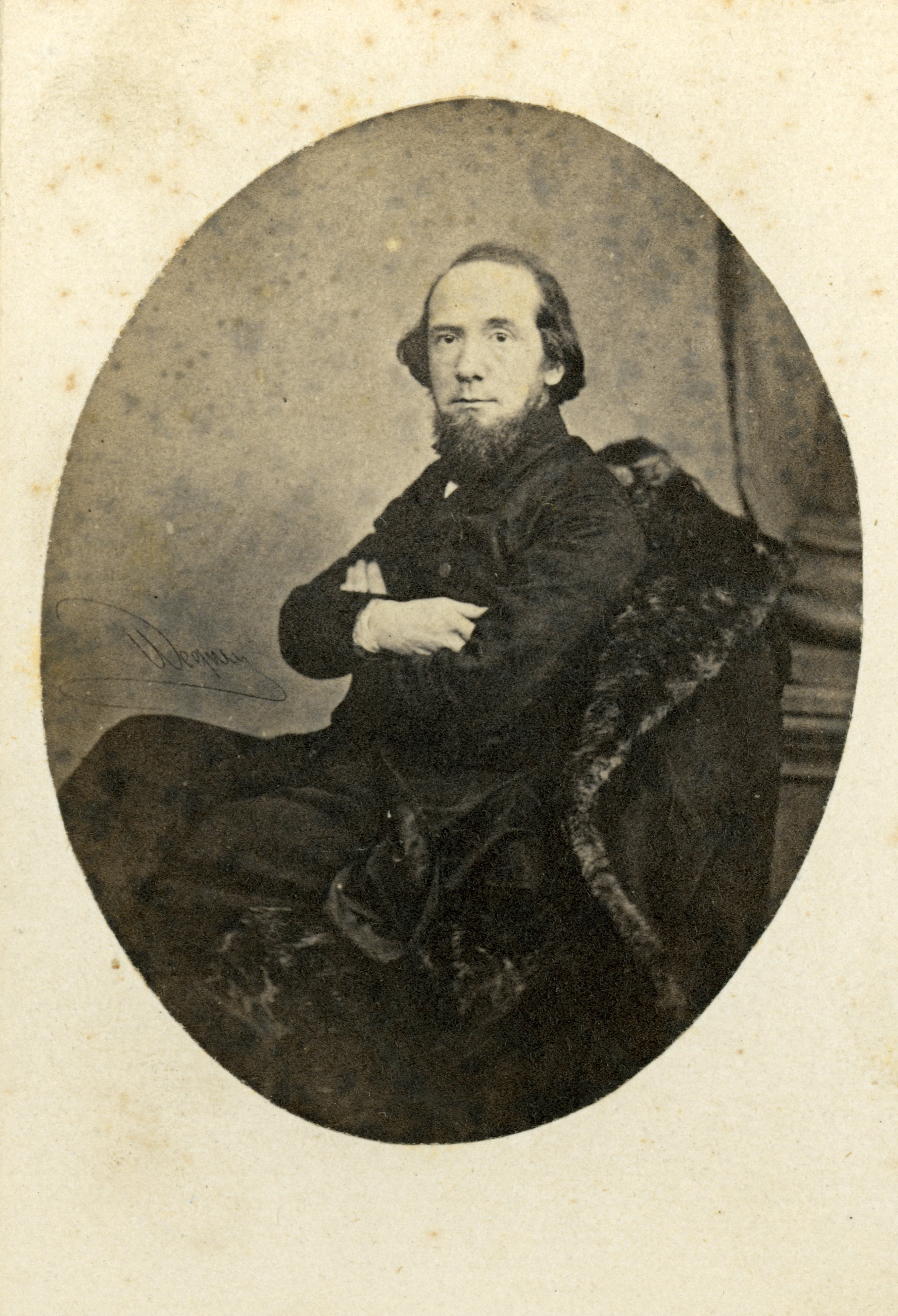
Adrianus Johannes Ehnle

Adrianus Johannes Ehnle (* 5. Februar 1819 in Den Haag; † 4. April 1863 in Haarlem) war ein niederländischer Porträtmaler, Zeichner und Lithograf.
Ehnle wurde als Sohn des Goldschmieds Johan Godfried Ehnle (1791–1826) und Sabina Henrietta Stutterheim (1794–1857) geboren.
Er besuchte von 1839 bis 1843 die Koninklijke Academie van Beeldende Kunsten in Den Haag. Er war u. a. Schüler von Cornelis Kruseman.
1839 unternahm er zusammen mit seinem Freund Johan Philip Koelman (1818–1893), dem späteren Direktor der Akademie, eine Studienreise nach Italien. An der Akademie zeichnete er sich besonders durch das Malen und Zeichnen der Porträts aus.
1848 zog er nach Haarlem und wurde dort später auch als Kurator der dortigen Kunstsammlungen des Teylers Museum ernannt, blieb aber als Künstler aktiv. Ehnle heiratete am 21. November 1847 Margaretha Cornelia Masdorp (* 1823) und sie hatten drei Kinder: Sabina Henriette Ehnle (* 1852), den Zeichner Jan Dirk Ehnle (* 1857) und den Architekten Eduard Frederik Ehnle (1861–1922).
Werke von Ehnle befinden sich in verschiedenen niederländischen Museen, darunter im Museum Boijmans Van Beuningen in Rotterdam, im Teylers Museum in Haarlem, im Gemeentemuseum Den Haag und im Rijksprentenkabinet in Amsterdam.

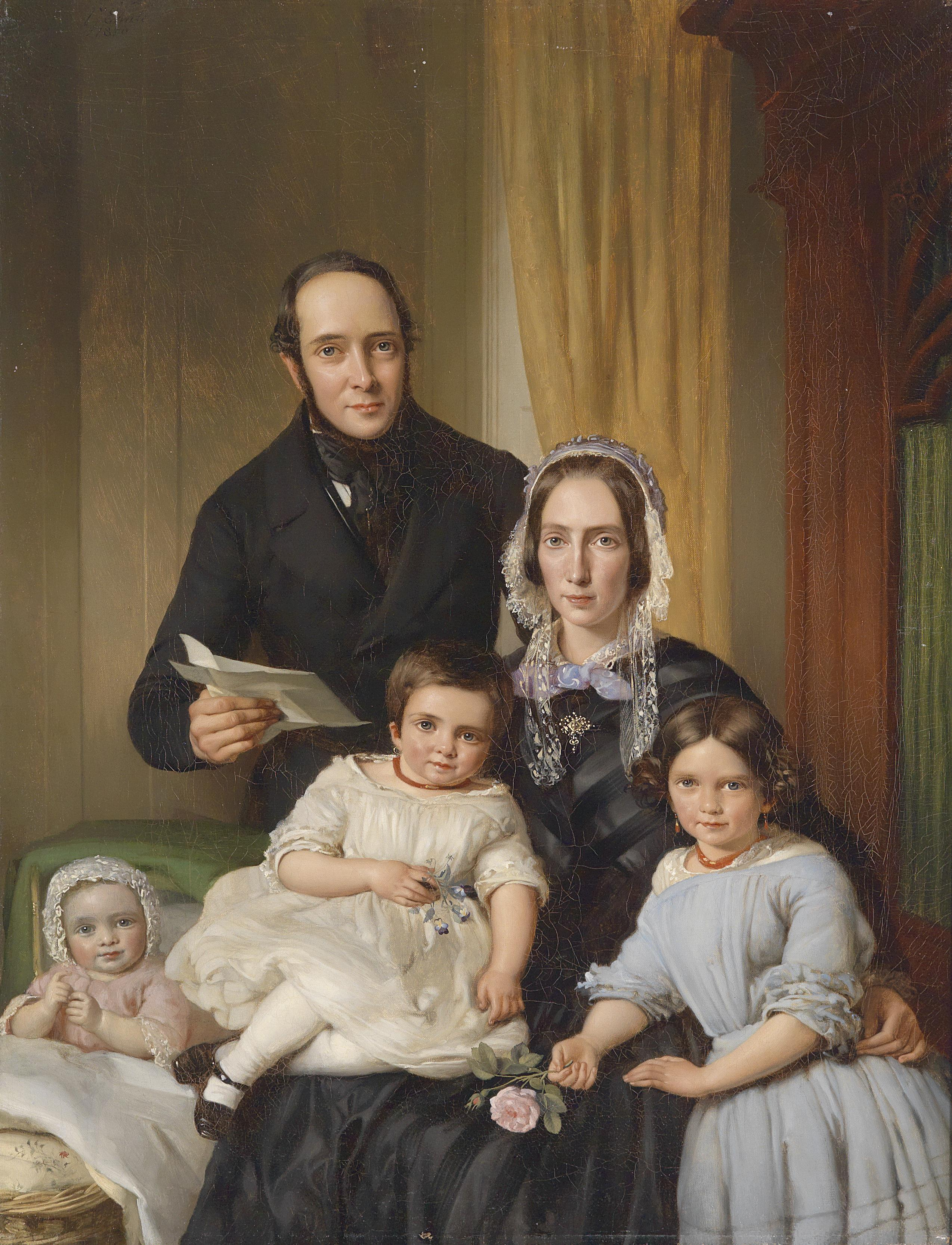
Familienporträt von Apotheker Kipp
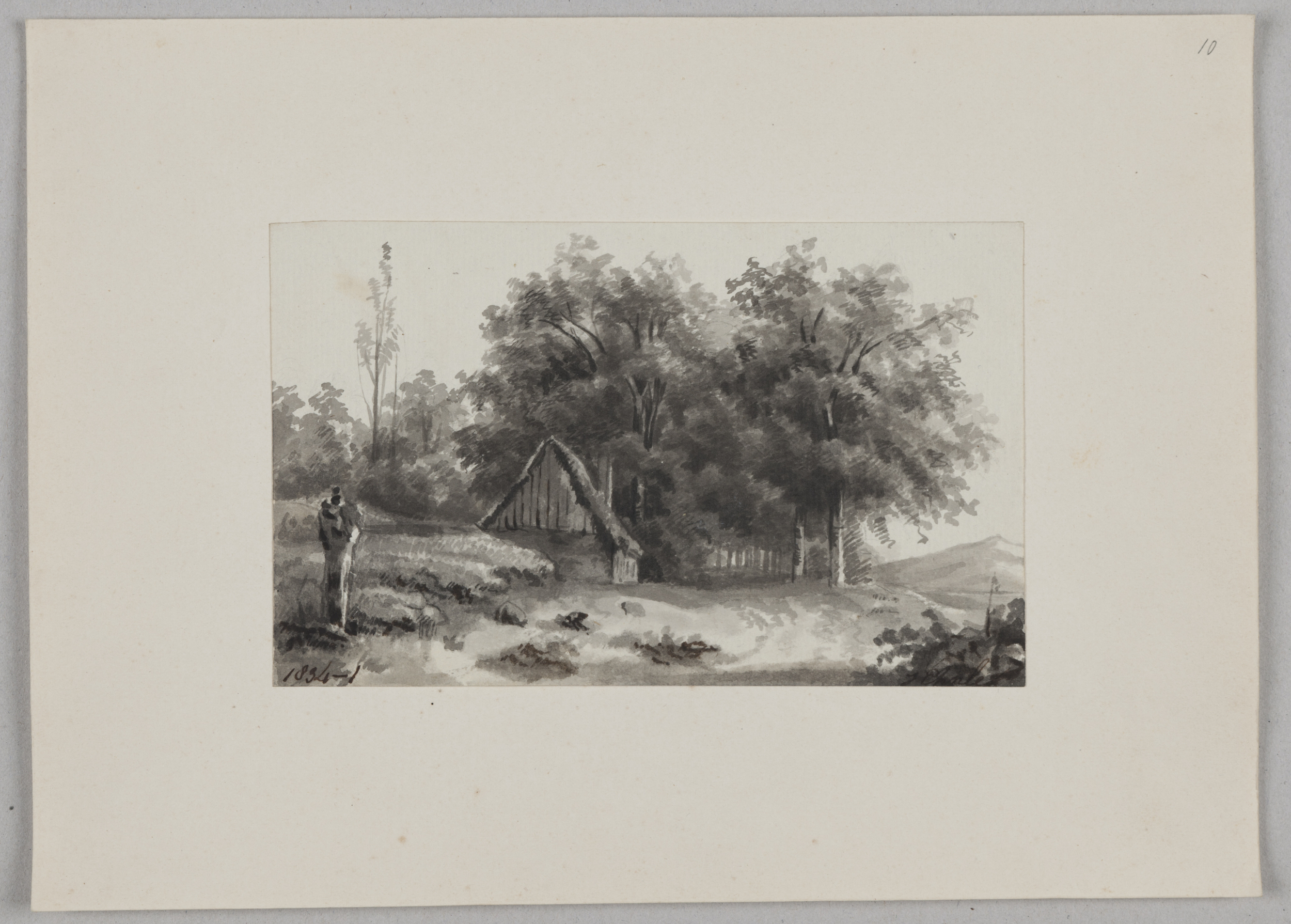
Album amicorum Van den Bergh
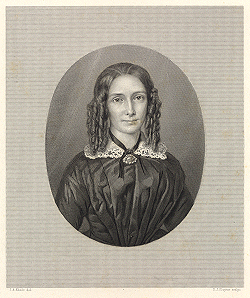
Anna Louisa Geertruida Bosboom-Toussaint
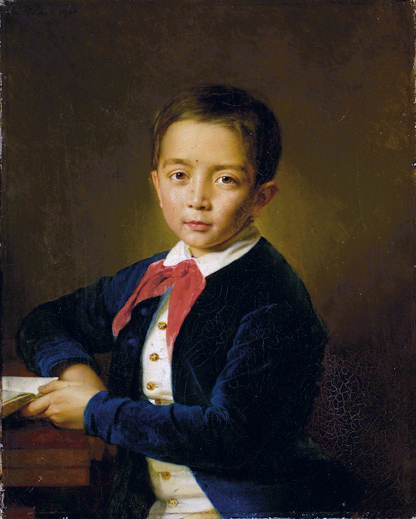
Junge Boerlage